# Самбиев, Яхья
Яхья Самбиев — участник Первой мировой войны, всадник Чеченского конного полка «Дикой дивизии», полный Георгиевский кавалер.

## Биография
В бою 26 февраля 1915 года Яхья Самбиев под сильным ружейным и пулемётным огнём неприятеля сумел восстановить связь. За этот подвиг он был награждён Георгиевским крестом III степени № 37659.

## Память
На одном из камней Мемориала памяти погибших в борьбе с терроризмом в Грозном высечено имя Яхья Самбиева.